# 12 Heures de Sebring 2014
Navigation
Édition précédente Édition suivante
Les 12 Heures de Sebring 2014 (62nd Annual Mobil1 12 Hours of Sebring Fueled by Fresh From Florida), courues le 15 mars 2014, sont la 62e édition de l'épreuve et la deuxième manche du nouveau championnat United SportsCar Championship 2014.

## Circuit

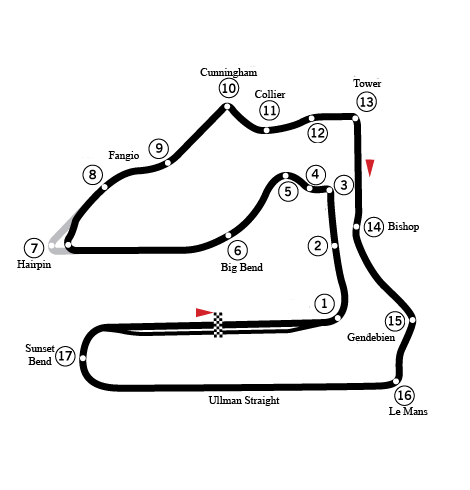
Le Sebring International Raceway, cadre des 12 Heures de Sebring 2014.

Les 12 Heures de Sebring 2014 se déroulent sur le Sebring International Raceway situé en Floride. Le circuit est composé de deux longues lignes droites, séparées par des courbes rapides ainsi que quelques chicanes. Ce tracé a un grand passé historique car il est utilisé pour des courses automobiles depuis 1950. En plus de courses d'endurance, il a accueilli la Formule 1.

## Course

### Résultats de la course
Voici le classement officiel au terme de la course.
- Les vainqueurs de chaque catégorie sont signalés par un fond jauni.
- Pour la colonne Pneus, il faut passer le curseur au-dessus du modèle pour faire apparaitre le manufacturier de pneumatiques.

| Position | Catégorie | N°  | Écuries                                  | Pilotes                                                                      | Châssis                                  | Pneus | Tours |
| Position | Catégorie | N°  | Écuries                                  | Pilotes                                                                      | Moteur                                   | Pneus | Tours |
| -------- | --------- | --- | ---------------------------------------- | ---------------------------------------------------------------------------- | ---------------------------------------- | ----- | ----- |
| 1        | P         | 01  | Chip Ganassi Racing with Felix Sabates   | Scott Pruett Memo Rojas Marino Franchitti                                    | Riley MkXXVI                             | C     | 291   |
| 1        | P         | 01  | Chip Ganassi Racing with Felix Sabates   | Scott Pruett Memo Rojas Marino Franchitti                                    | Ford EcoBoost 3.5 L Turbo V6             | C     | 291   |
| 2        | P         | 1   | Extreme Speed Motorsports                | Scott Sharp Ryan Dalziel David Brabham                                       | HPD ARX-03b                              | C     | 291   |
| 2        | P         | 1   | Extreme Speed Motorsports                | Scott Sharp Ryan Dalziel David Brabham                                       | Honda HR28TT 2.8 L Turbo V6              | C     | 291   |
| 3        | P         | 5   | Action Express Racing                    | João Barbosa Christian Fittipaldi Sébastien Bourdais                         | Coyote (en) Corvette DP                  | C     | 291   |
| 3        | P         | 5   | Action Express Racing                    | João Barbosa Christian Fittipaldi Sébastien Bourdais                         | Chevrolet LS59 5.5 L V8                  | C     | 291   |
| 4        | P         | 42  | OAK Racing                               | Olivier Pla Alex Brundle Gustavo Yacamán                                     | Morgan LMP2                              | C     | 291   |
| 4        | P         | 42  | OAK Racing                               | Olivier Pla Alex Brundle Gustavo Yacamán                                     | Nissan VK45DE 4.5 L V8                   | C     | 291   |
| 5        | P         | 2   | Extreme Speed Motorsports                | Ed Brown Johannes van Overbeek Simon Pagenaud                                | HPD ARX-03b                              | C     | 291   |
| 5        | P         | 2   | Extreme Speed Motorsports                | Ed Brown Johannes van Overbeek Simon Pagenaud                                | Honda HR28TT 2.8 L Turbo V6              | C     | 291   |
| 6        | P         | 02  | Chip Ganassi Racing with Felix Sabates   | Scott Dixon Tony Kanaan Sage Karam                                           | Riley MkXXVI                             | C     | 291   |
| 6        | P         | 02  | Chip Ganassi Racing with Felix Sabates   | Scott Dixon Tony Kanaan Sage Karam                                           | Ford EcoBoost 3.5 L Turbo V6             | C     | 291   |
| 7        | P         | 10  | Wayne Taylor Racing                      | Ricky Taylor Jordan Taylor Max Angelelli                                     | Dallara Corvette DP                      | C     | 291   |
| 7        | P         | 10  | Wayne Taylor Racing                      | Ricky Taylor Jordan Taylor Max Angelelli                                     | Chevrolet LS59 5.5 L V8                  | C     | 291   |
| 8        | P         | 9   | Action Express Racing                    | Brian Frisselle Burt Frisselle Jon Fogarty                                   | Coyote Corvette DP                       | C     | 291   |
| 8        | P         | 9   | Action Express Racing                    | Brian Frisselle Burt Frisselle Jon Fogarty                                   | Chevrolet LS59 5.5 L V8                  | C     | 291   |
| 9        | P         | 60  | Michael Shank Racing with Curb/Agajanian | John Pew Oswaldo Negri Justin Wilson                                         | Riley MkXXVI                             | C     | 291   |
| 9        | P         | 60  | Michael Shank Racing with Curb/Agajanian | John Pew Oswaldo Negri Justin Wilson                                         | Ford EcoBoost 3.5 L Turbo V6             | C     | 291   |
| 10       | PC        | 54  | CORE Autosport                           | Colin Braun Jon Bennett James Gue                                            | Oreca FLM09                              | C     | 288   |
| 10       | PC        | 54  | CORE Autosport                           | Colin Braun Jon Bennett James Gue                                            | Chevrolet 6.2 L V8                       | C     | 288   |
| 11       | PC        | 09  | RSR Racing                               | Bruno Junqueira Duncan Ende David Heinemeier Hansson                         | Oreca FLM09                              | C     | 288   |
| 11       | PC        | 09  | RSR Racing                               | Bruno Junqueira Duncan Ende David Heinemeier Hansson                         | Chevrolet 6.2 L V8                       | C     | 288   |
| 12       | GTLM      | 912 | Porsche North America                    | Patrick Long Michael Christensen Jörg Bergmeister                            | Porsche 911 RSR (991)                    | M     | 286   |
| 12       | GTLM      | 912 | Porsche North America                    | Patrick Long Michael Christensen Jörg Bergmeister                            | Porsche 4.0 L Flat-6                     | M     | 286   |
| 13       | GTLM      | 93  | SRT Motorsports                          | Jonathan Bomarito Kuno Wittmer Rob Bell                                      | SRT Viper GTS-R                          | M     | 286   |
| 13       | GTLM      | 93  | SRT Motorsports                          | Jonathan Bomarito Kuno Wittmer Rob Bell                                      | SRT 8.0 L V10                            | M     | 286   |
| 14       | GTLM      | 55  | BMW Team RLL                             | Bill Auberlen Joey Hand Andy Priaulx                                         | BMW Z4 GTLM                              | M     | 286   |
| 14       | GTLM      | 55  | BMW Team RLL                             | Bill Auberlen Joey Hand Andy Priaulx                                         | BMW 4.4 L V8                             | M     | 286   |
| 15       | GTLM      | 57  | Krohn Racing                             | Tracy Krohn Niclas Jönsson Andrea Bertolini                                  | Ferrari 458 Italia GT2                   | M     | 286   |
| 15       | GTLM      | 57  | Krohn Racing                             | Tracy Krohn Niclas Jönsson Andrea Bertolini                                  | Ferrari 4.5 L V8                         | M     | 286   |
| 16       | GTLM      | 17  | Team Falken Tire                         | Bryan Sellers Wolf Henzler Marco Holzer                                      | Porsche 911 RSR (991)                    | F     | 285   |
| 16       | GTLM      | 17  | Team Falken Tire                         | Bryan Sellers Wolf Henzler Marco Holzer                                      | Porsche 4.0 L Flat-6                     | F     | 285   |
| 17       | GTLM      | 4   | Corvette Racing                          | Tommy Milner Oliver Gavin Robin Liddell                                      | Chevrolet Corvette C7.R                  | M     | 285   |
| 17       | GTLM      | 4   | Corvette Racing                          | Tommy Milner Oliver Gavin Robin Liddell                                      | Chevrolet LT5.5 5.5 L V8                 | M     | 285   |
| 18       | GTLM      | 91  | SRT Motorsports                          | Dominik Farnbacher Marc Goossens Ryan Hunter-Reay                            | SRT Viper GTS-R                          | M     | 284   |
| 18       | GTLM      | 91  | SRT Motorsports                          | Dominik Farnbacher Marc Goossens Ryan Hunter-Reay                            | SRT 8.0 L V10                            | M     | 284   |
| 19       | GTLM      | 3   | Corvette Racing                          | Jan Magnussen Antonio García Ryan Briscoe                                    | Chevrolet Corvette C7.R                  | M     | 283   |
| 19       | GTLM      | 3   | Corvette Racing                          | Jan Magnussen Antonio García Ryan Briscoe                                    | Chevrolet LT5.5 5.5 L V8                 | M     | 283   |
| 20       | GTLM      | 911 | Porsche North America                    | Nick Tandy Richard Lietz Patrick Pilet                                       | Porsche 911 RSR (991)                    | M     | 282   |
| 20       | GTLM      | 911 | Porsche North America                    | Nick Tandy Richard Lietz Patrick Pilet                                       | Porsche 4.0 L Flat-6                     | M     | 282   |
| 21       | PC        | 8   | Starworks Motorsport                     | Renger van der Zande Martín Fuentes Sam Bird David Cheng                     | Oreca FLM09                              | C     | 281   |
| 21       | PC        | 8   | Starworks Motorsport                     | Renger van der Zande Martín Fuentes Sam Bird David Cheng                     | Chevrolet 6.2 L V8                       | C     | 281   |
| 22       | PC        | 85  | JDC Miller Motorsports                   | Gerry Kraut Chris Miller Stephen Simpson                                     | Oreca FLM09                              | C     | 280   |
| 22       | PC        | 85  | JDC Miller Motorsports                   | Gerry Kraut Chris Miller Stephen Simpson                                     | Chevrolet 6.2 L V8                       | C     | 280   |
| 23       | GTD       | 44  | Magnus Racing                            | Andy Lally John Potter Marco Seefried                                        | Porsche 911 GT America                   | C     | 278   |
| 23       | GTD       | 44  | Magnus Racing                            | Andy Lally John Potter Marco Seefried                                        | Porsche 4.0 L Flat-6                     | C     | 278   |
| 24       | GTD       | 555 | AIM Autosport                            | Bill Sweedler Townsend Bell Jeff Segal Maurizio Mediani                      | Ferrari 458 Italia GT3                   | C     | 278   |
| 24       | GTD       | 555 | AIM Autosport                            | Bill Sweedler Townsend Bell Jeff Segal Maurizio Mediani                      | Ferrari 4.5 L V8                         | C     | 278   |
| 25       | GTD       | 23  | Team Seattle/Alex Job Racing             | Ian James Mario Farnbacher Alex Riberas                                      | Porsche 911 GT America                   | C     | 278   |
| 25       | GTD       | 23  | Team Seattle/Alex Job Racing             | Ian James Mario Farnbacher Alex Riberas                                      | Porsche 4.0 L Flat-6                     | C     | 278   |
| 26       | GTD       | 22  | Alex Job Racing                          | Cooper MacNeil Leh Keen Philipp Frommenwiler                                 | Porsche 911 GT America                   | C     | 278   |
| 26       | GTD       | 22  | Alex Job Racing                          | Cooper MacNeil Leh Keen Philipp Frommenwiler                                 | Porsche 4.0 L Flat-6                     | C     | 278   |
| 27       | GTD       | 35  | Flying Lizard Motorsports                | Seth Neiman Dion von Moltke Filipe Albuquerque                               | Audi R8 LMS                              | C     | 278   |
| 27       | GTD       | 35  | Flying Lizard Motorsports                | Seth Neiman Dion von Moltke Filipe Albuquerque                               | Audi 5.2 L V10                           | C     | 278   |
| 28       | GTD       | 46  | Fall-Line Motorsports                    | Charles Espenlaub Charlie Putnam Christopher Mies                            | Audi R8 LMS                              | C     | 278   |
| 28       | GTD       | 46  | Fall-Line Motorsports                    | Charles Espenlaub Charlie Putnam Christopher Mies                            | Audi 5.2 L V10                           | C     | 278   |
| 29       | P         | 90  | Spirit of Daytona Racing                 | Michael Valiante Richard Westbrook Mike Rockenfeller                         | Coyote Corvette DP                       | C     | 278   |
| 29       | P         | 90  | Spirit of Daytona Racing                 | Michael Valiante Richard Westbrook Mike Rockenfeller                         | Chevrolet LS59 5.5 L V8                  | C     | 278   |
| 30       | P         | 70  | Speedsource                              | Sylvain Tremblay Tom Long Ben Devlin                                         | Mazda Prototype                          | C     | 278   |
| 30       | P         | 70  | Speedsource                              | Sylvain Tremblay Tom Long Ben Devlin                                         | Mazda Skyactiv-D 2.2 L Turbo I4 (Diesel) | C     | 278   |
| 31       | GTLM      | 56  | BMW Team RLL                             | John Edwards Dirk Müller Dirk Werner                                         | BMW Z4 GTLM                              | M     | 277   |
| 31       | GTLM      | 56  | BMW Team RLL                             | John Edwards Dirk Müller Dirk Werner                                         | BMW 4.4 L V8                             | M     | 277   |
| 32       | GTD       | 94  | Turner Motorsport                        | Paul Dalla Lana Dane Cameron Shane Lewis Markus Palttala                     | BMW Z4 GT3                               | C     | 277   |
| 32       | GTD       | 94  | Turner Motorsport                        | Paul Dalla Lana Dane Cameron Shane Lewis Markus Palttala                     | BMW 4.4 L V8                             | C     | 277   |
| 33       | GTD       | 45  | Flying Lizard Motorsports                | Spencer Pumpelly Alessandro Latif (en) Nelson Canache, Jr. Markus Winkelhock | Audi R8 LMS                              | C     | 276   |
| 33       | GTD       | 45  | Flying Lizard Motorsports                | Spencer Pumpelly Alessandro Latif (en) Nelson Canache, Jr. Markus Winkelhock | Audi 5.2 L V10                           | C     | 276   |
| 34       | GTD       | 13  | Rum Bum/Snow Racing                      | Jan Heylen Madison Snow Matt Plumb Hugh Plumb                                | Porsche 911 GT America                   | C     | 273   |
| 34       | GTD       | 13  | Rum Bum/Snow Racing                      | Jan Heylen Madison Snow Matt Plumb Hugh Plumb                                | Porsche 4.0 L Flat-6                     | C     | 273   |
| 35       | GTD       | 81  | GB Autosport                             | Bob Faieta Michael Avenatti Damien Faulkner Duncan Huisman                   | Porsche 911 GT America                   | C     | 272   |
| 35       | GTD       | 81  | GB Autosport                             | Bob Faieta Michael Avenatti Damien Faulkner Duncan Huisman                   | Porsche 4.0 L Flat-6                     | C     | 272   |
| 36       | GTD       | 32  | GMG Racing                               | Alex Welch James Sofronas Marc Basseng                                       | Audi R8 LMS                              | C     | 271   |
| 36       | GTD       | 32  | GMG Racing                               | Alex Welch James Sofronas Marc Basseng                                       | Audi 5.2 L V10                           | C     | 271   |
| 37       | PC        | 25  | 8Star Motorsports                        | Tom Kimber-Smith Mike Marsal Eric Lux Sean Rayhall                           | Oreca FLM09                              | C     | 271   |
| 37       | PC        | 25  | 8Star Motorsports                        | Tom Kimber-Smith Mike Marsal Eric Lux Sean Rayhall                           | Chevrolet 6.2 L V8                       | C     | 271   |
| 38       | GTD       | 48  | Paul Miller Racing                       | Bryce Miller Matt Bell Christopher Haase                                     | Audi R8 LMS                              | C     | 270   |
| 38       | GTD       | 48  | Paul Miller Racing                       | Bryce Miller Matt Bell Christopher Haase                                     | Audi 5.2 L V10                           | C     | 270   |
| 39       | GTD       | 51  | Spirit of Race                           | Matt Griffin Marco Cioci Michele Rugolo Jack Gerber                          | Ferrari 458 Italia GT3                   | C     | 270   |
| 39       | GTD       | 51  | Spirit of Race                           | Matt Griffin Marco Cioci Michele Rugolo Jack Gerber                          | Ferrari 4.5 L V8                         | C     | 270   |
| 40       | GTD       | 49  | Spirit of Race                           | Gianluca Roda Paolo Ruberti Mirko Venturi                                    | Ferrari 458 Italia GT3                   | C     | 263   |
| 40       | GTD       | 49  | Spirit of Race                           | Gianluca Roda Paolo Ruberti Mirko Venturi                                    | Ferrari 4.5 L V8                         | C     | 263   |
| 41 ABD   | P         | 31  | Marsh Racing                             | Eric Curran Boris Said Guy Cosmo                                             | Coyote Corvette DP                       | C     | 249   |
| 41 ABD   | P         | 31  | Marsh Racing                             | Eric Curran Boris Said Guy Cosmo                                             | Chevrolet LS59 5.5 L V8                  | C     | 249   |
| 42       | GTD       | 27  | Dempsey Racing                           | Patrick Dempsey Joe Foster Andrew Davis Norbert Siedler (en)                 | Porsche 911 GT America                   | C     | 244   |
| 42       | GTD       | 27  | Dempsey Racing                           | Patrick Dempsey Joe Foster Andrew Davis Norbert Siedler (en)                 | Porsche 4.0 L Flat-6                     | C     | 244   |
| 43       | GTD       | 009 | TRG-AMR                                  | Brandon Davis Kris Wilson Max Riddle                                         | Aston Martin V12 Vantage GT3             | C     | 242   |
| 43       | GTD       | 009 | TRG-AMR                                  | Brandon Davis Kris Wilson Max Riddle                                         | Aston Martin 6.0 L V12                   | C     | 242   |
| 44       | GTD       | 73  | Park Place Motorsports                   | Kévin Estre Patrick Lindsey Jim Norman Mike Vess                             | Porsche 911 GT America                   | C     | 235   |
| 44       | GTD       | 73  | Park Place Motorsports                   | Kévin Estre Patrick Lindsey Jim Norman Mike Vess                             | Porsche 4.0 L Flat-6                     | C     | 235   |
| 45 ABD   | GTD       | 63  | Scuderia Corsa                           | Jeff Westphal Alessandro Balzan Lorenzo Casé Kyle Marcelli                   | Ferrari 458 Italia GT3                   | C     | 234   |
| 45 ABD   | GTD       | 63  | Scuderia Corsa                           | Jeff Westphal Alessandro Balzan Lorenzo Casé Kyle Marcelli                   | Ferrari 4.5 L V8                         | C     | 234   |
| 46       | PC        | 88  | BAR1 Motorsports                         | Doug Biefield Tomy Drissi Chapman Ducote Martin Plowman                      | Oreca FLM09                              | C     | 228   |
| 46       | PC        | 88  | BAR1 Motorsports                         | Doug Biefield Tomy Drissi Chapman Ducote Martin Plowman                      | Chevrolet 6.2 L V8                       | C     | 228   |
| 47       | GTD       | 007 | TRG-AMR                                  | James Davison Al Carter David Block                                          | Aston Martin V12 Vantage GT3             | C     | 215   |
| 47       | GTD       | 007 | TRG-AMR                                  | James Davison Al Carter David Block                                          | Aston Martin 6.0 L V12                   | C     | 215   |
| 48 ABD   | P         | 6   | Muscle Milk Pickett Racing               | Klaus Graf Lucas Luhr Jann Mardenborough                                     | Oreca 03                                 | C     | 204   |
| 48 ABD   | P         | 6   | Muscle Milk Pickett Racing               | Klaus Graf Lucas Luhr Jann Mardenborough                                     | Nissan VK45DE 4.5 L V8                   | C     | 204   |
| 49 ABD   | P         | 50  | Highway to Help                          | Bryon DeFoor Jim Pace David Hinton                                           | Riley MkXXVI                             | C     | 200   |
| 49 ABD   | P         | 50  | Highway to Help                          | Bryon DeFoor Jim Pace David Hinton                                           | Dinan-BMW 5.0 L V8                       | C     | 200   |
| 50 ABD   | P         | 0   | DeltaWing Racing Cars                    | Andy Meyrick Katherine Legge Gabby Chaves                                    | DeltaWing DWC13                          | C     | 185   |
| 50 ABD   | P         | 0   | DeltaWing Racing Cars                    | Andy Meyrick Katherine Legge Gabby Chaves                                    | Élan 1.9 L Turbo I4                      | C     | 185   |
| 51       | GTD       | 19  | Mühlner Motorsports America              | Earl Bamber Kyle Gimple Ruggero Melgrati                                     | Porsche 911 GT America                   | C     | 154   |
| 51       | GTD       | 19  | Mühlner Motorsports America              | Earl Bamber Kyle Gimple Ruggero Melgrati                                     | Porsche 4.0 L Flat-6                     | C     | 154   |
| 52 ABD   | PC        | 08  | RSR Racing                               | Chris Cumming Alex Tagliani Rusty Mitchell                                   | Oreca FLM09                              | C     | 125   |
| 52 ABD   | PC        | 08  | RSR Racing                               | Chris Cumming Alex Tagliani Rusty Mitchell                                   | Chevrolet 6.2 L V8                       | C     | 125   |
| 53 ABD   | GTD       | 28  | Dempsey Racing                           | Franz Konrad Christian Engelhart Rolf Ineichen                               | Porsche 911 GT America                   | C     | 113   |
| 53 ABD   | GTD       | 28  | Dempsey Racing                           | Franz Konrad Christian Engelhart Rolf Ineichen                               | Porsche 4.0 L Flat-6                     | C     | 113   |
| 54 ABD   | PC        | 87  | BAR1 Motorsports                         | Gaston Kearby Bruce Hamilton Tõnis Kasemets                                  | Oreca FLM09                              | C     | 112   |
| 54 ABD   | PC        | 87  | BAR1 Motorsports                         | Gaston Kearby Bruce Hamilton Tõnis Kasemets                                  | Chevrolet 6.2 L V8                       | C     | 112   |
| 55 ABD   | P         | 07  | Speedsource                              | Tristan Nunez Joel Miller Tristan Vautier                                    | Mazda Prototype                          | C     | 104   |
| 55 ABD   | P         | 07  | Speedsource                              | Tristan Nunez Joel Miller Tristan Vautier                                    | Mazda Skyactiv-D 2.2 L Turbo I4 (Diesel) | C     | 104   |
| 56 ABD   | PC        | 52  | PR1/Mathiasen Motorsports                | Mike Gausch Frankie Montecalvo Gunnar Jeannette                              | Oreca FLM09                              | C     | 89    |
| 56 ABD   | PC        | 52  | PR1/Mathiasen Motorsports                | Mike Gausch Frankie Montecalvo Gunnar Jeannette                              | Chevrolet 6.2 L V8                       | C     | 89    |
| 57 ABD   | PC        | 38  | Performance Tech Motorsports             | Charlie Shears David Ostella Raphael Matos                                   | Oreca FLM09                              | C     | 88    |
| 57 ABD   | PC        | 38  | Performance Tech Motorsports             | Charlie Shears David Ostella Raphael Matos                                   | Chevrolet 6.2 L V8                       | C     | 88    |
| 58 ABD   | GTLM      | 62  | Risi Competizione                        | Giancarlo Fisichella Matteo Malucelli Gianmaria Bruni                        | Ferrari 458 Italia GT2                   | M     | 62    |
| 58 ABD   | GTLM      | 62  | Risi Competizione                        | Giancarlo Fisichella Matteo Malucelli Gianmaria Bruni                        | Ferrari 4.5 L V8                         | M     | 62    |
| 59 ABD   | GTD       | 30  | MOMO NGT Motorsport                      | Henrique Cisneros Kuba Giermaziak Christina Nielsen                          | Porsche 911 GT America                   | C     | 61    |
| 59 ABD   | GTD       | 30  | MOMO NGT Motorsport                      | Henrique Cisneros Kuba Giermaziak Christina Nielsen                          | Porsche 4.0 L Flat-6                     | C     | 61    |
| 60 ABD   | GTD       | 71  | Park Place Motorsports                   | Kévin Estre Patrick Lindsey Jim Norman Mike Vess                             | Porsche 911 GT America                   | C     | 34    |
| 60 ABD   | GTD       | 71  | Park Place Motorsports                   | Kévin Estre Patrick Lindsey Jim Norman Mike Vess                             | Porsche 4.0 L Flat-6                     | C     | 34    |
| 61 ABD   | P         | 78  | Starworks Motorsport                     | Alex Popow Scott Mayer Sebastián Saavedra Pierre Kaffer                      | Riley MkXXVI                             | C     | 26    |
| 61 ABD   | P         | 78  | Starworks Motorsport                     | Alex Popow Scott Mayer Sebastián Saavedra Pierre Kaffer                      | Honda HR35TT 3.5 L Turbo V6              | C     | 26    |
| 62 ABD   | GTD       | 33  | Riley Motorsports                        | Jeroen Bleekemolen Sebastiaan Bleekemolen Ben Keating                        | SRT Viper GT3-R                          | C     | 13    |
| 62 ABD   | GTD       | 33  | Riley Motorsports                        | Jeroen Bleekemolen Sebastiaan Bleekemolen Ben Keating                        | SRT 8.0 L V10                            | C     | 13    |
| NP       | GTD       | 18  | Mühlner Motorsports America              | Earl Bamber Nico Verdonck (en)                                               | Porsche 911 GT America                   | C     | –     |
| NP       | GTD       | 18  | Mühlner Motorsports America              | Earl Bamber Nico Verdonck (en)                                               | Porsche 4.0 L Flat-6                     | C     | –     |